# نوزومی یاماموتو
نوزومی یاماموتو (انگلیسی: Nozomi Yamamoto؛ زادهٔ ۹ اوت ۱۹۸۸) صداپیشه اهل ژاپن است. وی از سال ۲۰۱۰ میلادی تاکنون مشغول فعالیت بوده‌است.